# Botrychium biforme
Botrychium biforme är en låsbräkenväxtart som beskrevs av Col. Botrychium biforme ingår i släktet låsbräknar, och familjen låsbräkenväxter. Inga underarter finns listade i Catalogue of Life.